# Cool (West Side Story)
"Cool" è una canzone del musical del 1957 West Side Story di Stephen Sondheim, con musiche di Leonard Bernstein.

## Storia della composizione
Leonard Bernstein compose la musica e Stephen Sondheim scrisse i testi. Questa fu la prima canzone che scrissero insieme, e Sondheim in seguito ricordava che Bernstein doveva aver scritto la riga di apertura (Boy, boy, crazy boy) poiché lui stesso non era incline a scrivere melismaticamente.
Questa canzone è famosa per il suo trattamento come una fuga di una forma jazz, descritta da un critico come "forse la musica strumentale più complessa ascoltata a Broadway fino ad oggi".

## Riepilogo nel film del 1961
Dalla morte di Riff, Ice assume il ruolo di leader dei Jets e ragiona con la sua squadra per giocare alla grande.

## Nella cultura popolare
- Nel 2011 l'attore Harry Shum Jr. ha interpretato la canzone, nei panni del suo personaggio Mike Chang della serie TV Glee, nel terzo episodio della terza stagione, "Asian F" (in onda il 4 ottobre).[3]
- Un episodio di Animaniacs presenta una versione parodia come "Coo Bird" cantata da Bobby dei Goodfeathers. La canzone è anche parodiata nell'episodio di Flight of the Conchords The Tough Brets con la canzone "Stay Cool, Bret".
- Nell'episodio di Castle "Cool Boys" Richard Castle e Detective Slaughter lo cantano per distrarre alcuni criminali che li tengono sotto tiro.
- Lo sketch show britannico Horrible Histories ha parodiato questa canzone come una canzone sulla guerra civile inglese.
- Nella terza stagione, episodio dieci di "The West Wing" (H-CON 172), il segretario stampa della Casa Bianca CJ Cregg usa le battute di apertura e le parole di "Cool" per fermare il vice direttore delle comunicazioni Sam Seaborn durante una tirata su un ex dipendente .